# Inégalités de Newton
En mathématiques, les inégalités de Newton découvertes par le mathématicien Isaac Newton relient entre elles les fonctions symétriques élémentaires. 

Soient a1, a2, … , an des nombres réels strictement positifs et, pour k = 1, 2, … , n, les moyennes symétriques Sk définies par 
Les numérateurs de ces expressions sont les fonctions symétriques élémentaires en les {\displaystyle n} variables a1, a2, … , an. Le coefficient binomial au dénominateur est le nombre de termes du numérateur conformément à la définition d'une moyenne arithmétique. {\displaystyle S_{1}} est la moyenne arithmétique, et {\displaystyle {\sqrt[{n}]{S_{n}}}} la moyenne géométrique.
Alors, les inégalités de Newton s'écrivent, pour {\displaystyle 1\leqslant k\leqslant n-1} et en posant {\displaystyle S_{0}=1} :
{\displaystyle S_{k-1}S_{k+1}\leqslant S_{k}^{2}.}
Ces inégalités sont strictes, sauf si tous les ai sont égaux. 
Par exemple, pour {\displaystyle n=3}, les inégalités de Newton s'écrivent {\displaystyle 3(ab+bc+ca)\leqslant (a+b+c)^{2}} et  {\displaystyle 3abc(a+b+c)\leqslant (ab+bc+ca)^{2}}. 